# Gianni 5
Gianni 5 è il 5º album di Gianni Morandi, pubblicato nel 1968.

## Descrizione
Esistono 5 versioni di questo album: la prima stampa con copertina apribile, la seconda con copertina singola (con entrambe il primo storico marchio RCA); poi la terza con in copertina il nuovo marchio RCA piccolo, su fondo bianco, etichetta azzurra-copertina singola; la quarta ristampa nel 1969 con in copertina il nuovo marchio RCA grande sempre su fondo bianco, etichetta azzurra-copertina singola; infine nel 1973 è nuovamente ristampato con copertina apribile, leggermente cambiato nella grafica, in copertina il marchio RCA grande è su fondo azzurro. Ristampato nel 1999 in versione CD - RCA, (74321608632)

## Tracce
Lato A
1. Il giocattolo (Franco Migliacci/Bruno Zambrini, Luis Bacalov) - 2'38"
2. Fumo negli occhi - 3'19"
3. La mia chitarra - 2'49"
4. La mia ragazza sa - 3'17"
5. In cerca di te (solo me ne vo per la città) - 3'24"
6. Prendi prendi - 2'11"

Lato  B
1. Polvere di stelle - 3'34"
2. La tua immagine - 2'41"
3. Lei lei lei - 3'00"
4. Io per lei - 3'06"
5. Una sola verità (Franco Migliacci/Mauro Lusini, Bruno Zambrini) - 2'49"
6. Chimera (Franco Migliacci/Bruno Zambrini) - 2'58"